# Mike Pinera
Carlos Michael Pinera (Tampa, 29 de setembro de 1948 – Tampa, 20 de novembro de 2024), artisticamente conhecido como Mike Pinera (grafado também como Piñera), foi um cantor, compositor, guitarrista e produtor musical norte-americano.

## Carreira

### Em bandas

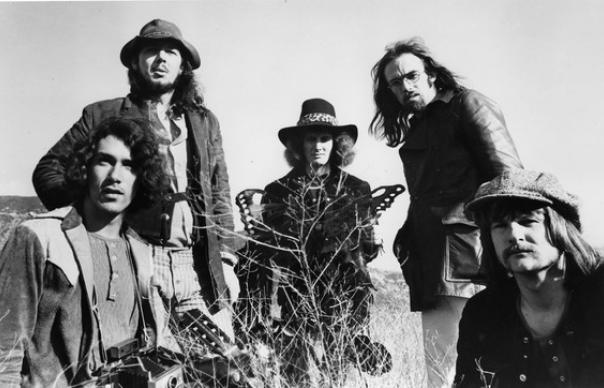
Mike Pinera (à esquerda) com o Iron Butterfly en 1971.

Na década de 1960, Pinera atuou como guitarrista do grupo Blues Image, sendo cofundador da casa de shows Thee Image, abrindo shows de Cream, Grateful Dead, The Yardbirds, The Animals, Frank Zappa, Led Zeppelin, Jimi Hendrix e outros artistas. Em 1970, assinaram com a Atlantic Records, lançando seu principal sucesso, Ride Captain Ride, composta e interpretada por Pinera, que se juntaria ao Iron Butterfly no mesmo ano e gravando o álbum Metamorphosis.
Em 1972, juntou-se ao baterista Mitch Mitchell e ao também guitarrista April Lawton para formar a banda Ramatam, onde permaneceu por um ano antes de lançar outro grupo, o The New Cactus Band, onde gravaria o álbum Son of Cactus. Em 1975, formou a banda Thee Image e lançando 2 discos, Image e Inside the Triangle (produzios por Pinera), pela Manticore Records. Foi ainda guitarrista do Alice Cooper entre 1980 e 1982.

### Carreira solo
Pinera lançou seu primeiro disco em carreira solo, Isla, em 1977. 2 anos depois, seu segundo álbum, Forever, teve como destaque a faixa Goodnight My Love, que passou 8 semanas na Billboard Hot 100, ficando em 70º lugar em fevereiro de 1980. No Brasil, integrou a trilha sonora internacional da novela Plumas e Paetês, da TV Globo.

## Morte
Faleceu de insuficiência hepática em 20 de novembro de 2024, aos 76 anos.

## Discografia

### Com o Blues Image
- Blues Image – 1969
- Open – 1970

### Com o Iron Butterfly
- Metamorphosis – 1970

### Com o Ramatam
- Ramatam – 1972

### Com o The New Cactus Band
- Son of Cactus – 1973

### Com o Alice Cooper
- Special Forces – 1981
- Zipper Catches Skin – 1982

### Álbuns solo
- Isla – 1977
- Forever – 1979